# Devenir (philosophie)
Le devenir est un concept de philosophie qui renvoie à un changement évolutif et donc à une absence de permanence. Le devenir est souvent opposé à l'être au sens absolu de permanence, ce qui est nécessairement. Il est particulièrement utilisé en métaphysique. 

## Concept
Le mot « devenir » est un verbe substantivé. Le concept de devenir est une catégorie fondamentale de la métaphysique. Si l'être, au sens absolu, renvoie à une permanence, à une stabilité dans le temps, le devenir désigne un changement évolutif de ce qui n'est tantôt pas puis l'est par une modification de ses attributs. La réflexion sur le devenir s'impose pour toute réflexion dirigée sur le monde réel. La distinction entre Être et Devenir recoupe la distinction entre monde intelligible et monde sensible.
Le devenir a été un des premiers thèmes abordés par la métaphysique occidentale dans la philosophie grecque. Se sont opposés à ce sujet deux penseurs présocratiques, Parménide et Héraclite. Ce dernier était partisan de la doctrine du mobilisme universel, selon laquelle on ne se baigne jamais deux fois dans la même rivière. Héraclite soutient que « tout change sans cesse, passant d'un contraire à l'autre, et la seule chose qui soit immuable c'est la loi de cette éternelle métamorphose. Telles sont les principales affirmations de la philosophie d'Héraclite, qui l'opposent très nettement à celle de Parménide, qui soutenait l'unité et l'immutabilité de l'être. Si tout devient tout, chaque chose contient en elle ce qui la nie ; la loi du devenir n'est plus autre que celle de l'identité des contraires. Ce changement constant ne se fait pas au hasard ».
Pourtant la métaphysique a de tout temps accordé un privilège exorbitant à ce qui est stable et permanent, depuis l' « être » éternellement présent de Parménide, l'Idée de Platon, l'être substantiel d'Aristote, le Dieu médiéval, jusqu'au « sujet » érigé en fondement absolu par les modernes remarque Jean Grondin.
Le concept de devenir est très utilisé dans le cadre de la philosophie de l'histoire dès le XVIIIe siècle. Georg Wilhelm Friedrich Hegel fait du devenir le moteur de l'Histoire, une contradiction qui pousse l'Histoire vers l'avant.